# Osięciny (gmina)
Osięciny – gmina wiejska w Polsce położona w województwie kujawsko-pomorskim, w powiecie radziejowskim. Przed rokiem 1975 gmina administracyjnie należała do województwa bydgoskiego, w latach 1975–1998 – do województwa włocławskiego.
30 czerwca 2004 gminę zamieszkiwało 8146 osób.

## Historia
Za Królestwa Polskiego gmina Osięciny należała do powiatu radziejowskiego (od 1871 nieszawskiego) w guberni warszawskiej. 16 sierpnia?/28 sierpnia 1870 do gminy przyłączono pozbawione praw miejskich Osięciny.

## Struktura powierzchni
Według danych z roku 2002 gmina Osięciny ma obszar 122,99 km², w tym:
- użytki rolne: 89%
- użytki leśne: 5%

Gmina stanowi 20,26% powierzchni powiatu.

## Demografia

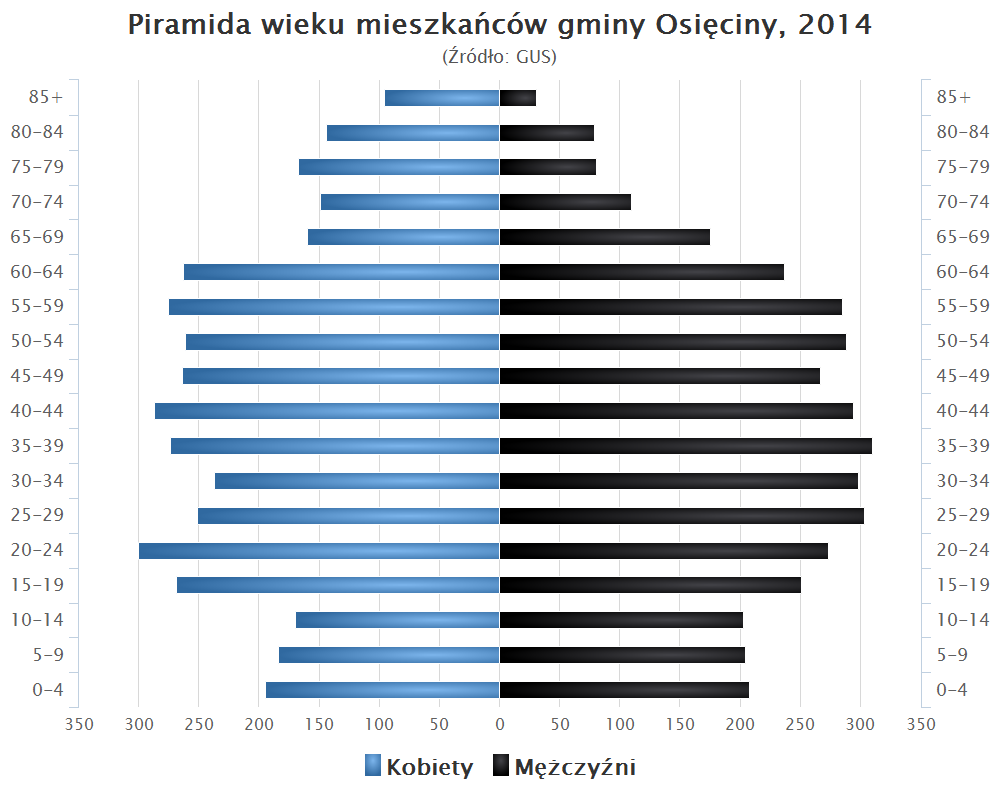
Piramida wieku mieszkańców gminy Osięciny w 2014 roku

Dane z 30 czerwca 2004:
| Opis                              | Ogółem | Ogółem | Kobiety | Kobiety | Mężczyźni | Mężczyźni |
| --------------------------------- | ------ | ------ | ------- | ------- | --------- | --------- |
| jednostka                         | osób   | %      | osób    | %       | osób      | %         |
| populacja                         | 8146   | 100    | 4166    | 51,1    | 3980      | 48,9      |
| gęstość zaludnienia (mieszk./km²) | 66,2   | 66,2   | 33,9    | 33,9    | 32,4      | 32,4      |

## Zabytki
Wykaz zarejestrowanych zabytków nieruchomych na terenie gminy:
- zespół dworski z połowy XIX w. w Borucinie, obejmujący: dwór; park, nr 365/A z 17.07.1995 roku
- zespół dworski z przełomu XIX/XX w. w Borucinku, obejmujący: dwór; park, nr 241/A z 04.11.1987 roku
- zespół dworski w Jarantowicach, obejmujący: dwór z ok. 1920; park z aleją dojazdową z początku XX w.; gorzelnię z 1907, nr 235/A z 12.10.1987 roku
- kościół parafii pod wezwaniem św. Wawrzyńca z połowy XII w. w Kościelnej Wsi, nr 21/304 z 18.04.1955 roku
- zespół dworski w Kościelnej Wsi, obejmujący: ruiny dworu z przełomu XVIII/XIX w.(nr 4/A z 28.04.1966); park (nr 242/A z 04.11.1987)
- park dworski z końca XIX w. w Krotoszynie, nr 245/A z 04.11.1987 roku
- park dworski z przełomu XVIII/XIX w. w Latkowie, nr 237/A z 20.10.1987 roku
- zespół kościelny parafii pod wezwaniem Opieki Matki Boskiej w Osięcinach, obejmujący: kościół z lat 1845-1855; cmentarz przykościelny z połowy XIX w.; murowane ogrodzenie z bramą, nr 82/A z 26.10.1998 roku
- zespół dworski z przełomu XVIII/XIX w. w Osięcinach, obejmujący: dwór (nr 72/7/A z 28.04.1966); park (nr 238/A z 20.10.1987); folwark
- park dworski końca XIX w. w Pocierzynie, nr 243/A z 04.11.1987 roku
- park dworski z XIX w. w Szalonkach, nr 244/A z 04.11.1987 roku.

## Sołectwa
Bartłomiejowice, Bełszewo, Bełszewo-Kolonia, Bilno, Bodzanówek, Borucin, Borucinek, Jarantowice, Karolin, Kościelna Wieś, Krotoszyn, Lekarzewice, Leonowo, Nagórki, Osięciny, Osłonki, Pilichowo, Pocierzyn, Powałkowice, Ruszki, Samszyce, Sęczkowo, Szalonki, Ujma Mała, Witoldowo, Wola Skarbkowa, Zagaj, Zagajewice, Zblęg, Zielińsk, Żakowice.

## Miejscowości bez statusu sołectwa
Konary, Latkowo, Pieńki Kościelskie, Pułkownikowo, Włodzimierka.

## Sąsiednie gminy
Bądkowo, Brześć Kujawski, Bytoń, Dobre, Lubraniec, Radziejów, Topólka, Zakrzewo